# Поварнин, Константин Иннокентьевич
Константин Иннокентьевич Поварнин (21 мая [2 июня] 1877, Брест-Литовск, Гродненская губерния — 30 ноября 1963, Ленинград) — психиатр, профессор.

## Биография
Родился Константин Иннокентьевич 21 мая 1877 года в городе Брест-Литовск в семье майора. Его брат — философ и логик Сергей Иннокентьевич Поварнин.
В 1897 году он окончил Орловскую гимназию и поступил в Императорскую военно-медицинскую академию. После того, как Поварнин окончил академию, его отправили за границу на два года для научного усовершенствования. Он учился у таких профессоров, как Э. Крепелин, Штумпф, Липпс, Циген, Оппенгейм. Поварнин занимался исследованиями на тему «Умственная работоспособность у больных ранним слабоумием».
В 1906 году Константин Иннокентьевич защитил докторскую диссертацию «Внимание и его роль в простейших психических процессах (Экспериментально-психологическое исследование)».
В 1908 году он был назначен помощником директора в Педологическом институте, а в 1910 году — директором (до 1919 года). В журнале «Вестник психологии» была опубликована работа Поварнина, в которой были описаны задачи и цели этого института и педологических исследований в целом, с доказательствами их необходимости.
В декабре 1908 года конференцией Военно-медицинской академии он был удостоен звания профессора. В 1911—1915 годах Поварнин работал заведующим лабораториями клиники душевных и нервных болезней ВМА. В 1913—1922 годах он был профессором кафедры общей и экспериментальной психологии в Институте медицинских знаний, а с 1916 года заведовал мужским отделением клиники. 9 декабря 1918 года совет Клинического Института усовершенствования врачей избрал его профессором и заведующим кафедрой психиатрии. Поварнин организовал кафедру, которой заведовал 20 лет.
В 1922—1925 годах он был профессором психологии Психоневрологической академии, а также в 1922—1923 годах — профессором психологии 2-го Педагогического Института им. Некрасова. С 1923 по 1930 год Поварнин был учёным секретарём института усовершенствования врачей, а в 1931 году он стал заведующим отделением и клиникой психиатрии этого института при Ленинградской городской психиатрической больнице № 2.
В годы Великой Отечественной войны Поварнин остался в Ленинграде, а летом 1942 года переехал на опытную станцию в Колтуши.
После войны он участвовал в работе объединённого совета Ленинградской группы институтов АМН СССР, был членом общества по распространению политических и научных знаний, а также читал лекции морякам Балтийского флота.
С 1950 года Поварнин был профессором Института ухо, горла, носа, заведующим отделением патологии речи.
Константин Иннокентьевич умер 31 ноября[что?] 1963 года в городе Ленинград. Похоронен на Большеохтинском кладбище.

## Монографии
- Роль внимания и привычки в воспитании характера (1904)
- Материалы к вопросу об экспериментально-психологическом исследовании душевнобольных (1917)